# أزويبار
بلدية أزويبار (بالإسبانية: Azuébar)‏، هي إحدى بلديات مقاطعة كاستيلون التي تقع في منطقة بلنسية، في شرق إسبانيا.
يبلغ عدد سكانها 342 نسمة وفقاً لإحصائية سنة (2006).